# Poikilacanthus
Poikilacanthus, biljni rod iz porodice primogovki smješten u tribus Justicieae, dio potporodice Acanthoideae. Sastoji se od 13 vrste iz Srednje i Južne Amerike i Meksika. Tipična vrsta nije označena. Opisan je u Die Natürlichen Pflanzenfamilien 4(3b): 342. 1895.
Među uzgajivačima na cijeni je vrsta Poikilacanthus tweedieanus , poznata kao "baršunasta kraljica" (“Velvet Queen”).

## Opis
Polugrmovi i grmovi.

## Vrste
1. Poikilacanthus bahiensis (Nees) Wassh.
2. Poikilacanthus capitatus (Leonard) Ramamoorthy
3. Poikilacanthus foliosepalus T.F.Daniel
4. Poikilacanthus glandulosus (Nees) Ariza
5. Poikilacanthus harlingii Wassh.
6. Poikilacanthus humilis Lindau
7. Poikilacanthus macranthus Lindau
8. Poikilacanthus moritzianus (Nees) Lindau
9. Poikilacanthus novogalicianus T.F.Daniel
10. Poikilacanthus pansamalanus (Donn.Sm.) D.N.Gibson
11. Poikilacanthus pochutlensis T.F.Daniel
12. Poikilacanthus skutchii D.N.Gibson
13. Poikilacanthus tweedieanus (Nees) Lindau